# Nobody’s Home
Nobody’s Home ist ein Lied der franko-kanadischen Pop-Rock-Sängerin Avril Lavigne aus dem Jahr 2004.

## Entstehung und Veröffentlichung
Das Lied wurde von der Interpretin selbst geschrieben beziehungsweise komponiert, zusammen mit dem US-amerikanischen Musiker Ben Moody. Für die Produktion zeichnete Don Gilmore verantwortlich.
Die Erstveröffentlichung von Nobody’s Home erfolgte als Teil von Lavignes zweitem Studioalbum Under My Skin am 24. Mai 2004 bei Arista Records. Am 4. November 2004 erschien das Lied als dritte Singleauskopplung aus dem Album. Diese erschien weltweit in unterschiedlichen Ausführungen auf CD (Katalognummer: 82876).

## Inhalt
Zum Zeitpunkt des Schreibens dieses Liedes hatte Avril Lavigne eine Freundin, die Probleme hatte. Avril wollte etwas für sie tun, fühlte sich aber hilflos.

## Rezeption

### Charts und Chartplatzierungen
| ChartsChartplatzierungen       | Höchstplatzierung | Wochen |
| ------------------------------ | ----------------- | ------ |
| Deutschland (GfK)              | 29 (11 Wo.)       | 11     |
| Frankreich (SNEP)              | 24 (13 Wo.)       | 13     |
| Österreich (Ö3)                | 20 (18 Wo.)       | 18     |
| Schweiz (IFPI)                 | 35 (15 Wo.)       | 15     |
| Vereinigte Staaten (Billboard) | 41 (17 Wo.)       | 17     |
| Vereinigtes Königreich (OCC)   | 24 (3 Wo.)        | 3      |

### Auszeichnungen für Musikverkäufe
| Land/Region               | Auszeichnungen für Musikverkäufe (Land/Region, Auszeichnung, Verkäufe) | Verkäufe |
| ------------------------- | ---------------------------------------------------------------------- | -------- |
| Brasilien (PMB)           | Platin                                                                 | 60.000   |
| Kanada (MC)               | Gold                                                                   | 40.000   |
| Vereinigte Staaten (RIAA) | Gold                                                                   | 500.000  |
| Insgesamt                 | 2× Gold · 1× Platin ·                                                  | 600.000  |

Hauptartikel: Avril Lavigne/Auszeichnungen für Musikverkäufe